# N868 (België)
De N868 is een gewestweg in de Belgische provincie Luxemburg. Deze weg vormt de verbinding tussen Houffalize en de Luxemburgse grens bij Buret waar de weg over gaat in de CR332.
De totale lengte van de N868 bedraagt ongeveer 9 kilometer.

## Plaatsen langs de N868
- Houffalize
- Vissoûle
- Alhoumont
- Tavigny
- Buret